# 진 소양왕
진 소양왕 또는 소왕(秦 昭襄王, 秦昭王, 기원전 325년 ~ 기원전 251년, 재위：기원전 306년 ~ 기원전 251년)은 중국 전국 시대 진나라의 제28대 군주이자 제3대 왕이다. 혜문왕(惠文王)의 서자이며, 성은 영(嬴), 휘는 직(稷)이다. 효문왕(孝文王)의 아버지이다.

## 생애
혜문왕의 팔자인 선태후에게서 서자로 태어났다. 기원전 307년 무왕이 갑작스럽게 죽자 그의 뒤를 이어 왕위에 올랐다. 힘겨루기를 좋아했던 무왕은 역사(力士)인 맹열(孟說)과 청동으로 된 큰 솥을 들다가 정강이뼈가 부러져 왕위에 오른 지 4년 만에 22살의 젊은 나이로 죽었다. 무왕에게는 아들이 없었고, 당시 연(燕)나라에 인질로 가 있던 이복동생인 영직이 왕위를 이어야 한다는 얘기가 나왔다. 영직은 당시 연나라에 있었지만, 조(趙)나라의 무령왕(武靈王)의 도움으로, 대군(代郡)의 재상 조고(趙固)에 의해 연나라와 조나라를 거쳐서 진나라에 귀국할 수 있었다. 진나라에의 신하들이 반대하는 가운데, 위염(魏冉)등 신하들의 지원으로 이복형 무왕의 뒤를 이어 왕으로 즉위하였다. 무왕에서 소양왕으로의 왕위 계승 과정은 순탄하지 않았다. 따라서 소양왕은 재위 초기에 왕실 내부의 반발을 억누르고 왕권을 확립하는 데 힘을 기울여야 했다. 기원전 305년에는 서장(庶長) 장(壯)의 모반에 연루된 대신과 제후들을 모두 처형했다. 이때 혜문왕의 왕비인 혜문후(惠文后)도 목숨을 잃었고, 무왕의 왕비인 도무왕후(悼武王后)는 위나라로 돌아갔다. 기원전 301년에는 형제인 촉후(蜀侯) 휘(煇)가 반란을 일으키자 사마착(司馬錯)을 보내 이를 평정했다.

### 즉위 이후
재위 초기 기원전 306년부터 기원전 301년까지 승상(樗里疾)의 대리청정을 받았는데 아울러 이 당시에는 선대 무왕의 신하였던 저리질(樗里疾), 감무(甘茂), 상수(向壽), 공손석(公孫奭)등이 정사를 도왔다. 소양왕은 그 후 51년 동안이나 왕위에 있었는데, 그 동안 위염과 백기(白起) 등을 등용해 진나라를 크게 부강케 하였다. 주나라를 멸망시켰고, 초(楚)·위(魏)·한(韓)·조(趙) 등의 국가를 정벌해 동쪽으로 영토를 크게 넓혀서 진나라가 중국을 통일하는 기초를 닦았다. 기원전 288년에는 제나라 민왕(閔王)과 함께 각각 서제(西帝)와 동제(東帝)라 칭하기도 했다.

## 업적
소양왕은 점령지역에 군(郡)·현(縣)을 설치하고 죄수들을 사면해 이주시키면서 본격적으로 진나라의 영토 확장에 나섰다. 기원전 286년에는 죄수들을 사면해 하동(河東)으로 이주시켰고 이듬해 9개의 현을 설치했다. 기원전 279년에는 초나라의 언(鄢)과 등(鄧)을 점령하고 죄수들을 이주시켰다. 기원전 278년에는 초나라의 도성인 영(郢)을 점령해 그곳에 남군(南郡)을 설치했고, 기원전 277년에는 초나라의 무군(巫郡)과 강남(江南)을 점령해 그곳에 검중군(黔中郡)을 설치했다. 초나라의 서쪽 영토 대부분을 빼앗은 소양왕은 뒤이어 위나라와 한나라, 조나라 정벌에 나섰다. 기원전 264년에는 한나라를 공격해 9개의 성을 점령했고, 기원전 262년에도 한나라의 성 10개를 빼앗았다. 기원전 259년에는 조나라를 공격해 피뢰(皮牢)를 점령했고, 한나라를 공격해 태원(太原)을 평정하고 상당 지역을 모두 빼앗았다. 기원전 257년에는 장당(張唐)으로 하여금 위나라를 공격하게 해서 영신중(寧新中)을 점령해 그곳의 명칭을 안양(安陽)으로 고쳤고, 황하(黃河)에 처음으로 다리를 놓았다. 기원전 256년에는 장군 규(摎)를 보내 한나라의 양성(陽城)과 부서(負黍) 지역을 빼앗았고, 조나라를 공격해 20여 개의 현을 점령했다. 당시 주나라 왕실은 하남(河南)과 공(鞏) 지역에 분봉되어 세워진 서주국(西周國)과 동주국(東周國)이 서로 대립하고 있었는데, 주나라의 제37대 난왕(赧王)은 서주국의 무공(武公)에 의존해 왕위를 유지하고 있었다. 서주국의 무공은 한나라, 조나라 등과 연합해 이궐(伊闕)로 군사를 보내 진나라가 양성으로 가는 길을 막았다. 소양왕은 서주국을 공격했고, 무공은 서주국의 36개 읍과 주민을 넘기며 항복했다. 서주국의 영토가 진나라로 병합된 이 해에 주나라의 마지막 왕인 난왕도 죽으면서 결국 주나라는 멸망했다. 소양왕은 이듬해에 주나라 왕권을 상징하는 보물인 구정(九鼎)을 진나라로 가져왔다. 주나라를 멸망시키고 왕권을 상징하는 구정까지 차지한 소양왕은 기원전 253년 진나라 최초의 도성이었던 옹성(雍城)에서 상제(上帝)에게 제사를 올렸다. 그리고 다른 나라들을 복속시켜 군림하려 했으나 기원전 251년 가을에 사망했다. 소양왕 뒤를 이어 태자인 주(柱)가 효문왕(孝文王)으로 즉위했다.

## 가족 관계
- 아버지 : 진 혜문왕
- 어머니 : 선태후 - 원래 칭호 미팔자(羋八子)
- 처첩
  - 왕후 : 엽양후 - 초나라 사람
  - 후궁 : 당태후 - 진나라 사람. 원래 칭호 당팔자(唐八子), 효문왕 즉위 후 당태후로 존호가 올라감
- 자녀
  - 장남 : 잔 도태자
  - 차남 : 진 효문왕
  - 딸 중 한명은 진나라의 인질로 와있던 초 양왕태자 (훗날의 초 고열왕)와 결혼하여 창평군을 낳았다.

## 같이 보기
- 장평 대전